# Dangé-Saint-Romain
Dangé-Saint-Romain település Franciaországban, Vienne megyében. Lakosainak száma 2968 fő (2022. január 1.). Dangé-Saint-Romain Antogny-le-Tillac, Ingrandes, Leugny, Les Ormes, Saint-Rémy-sur-Creuse, Vaux-sur-Vienne és Vellèches községekkel határos.

## Népesség
A település népességének változása:
| Lakosok száma | 3073 | 3030 | 3049 | 2981 | 2975 | 2969 | 2963 | 2958 | 2968 |
|               | 2013 | 2015 | 2016 | 2017 | 2018 | 2019 | 2020 | 2021 | 2022 |